# Tino Sabbatelli
Sabatino Piscitelli, meglio conosciuto con il ring name Tino Sabbatelli (Boca Raton, 24 agosto 1983), è un wrestler ed ex giocatore di football americano statunitense di origini italiane, noto per i suoi trascorsi nella WWE tra il 2015 e il 2020.

## Carriera

### WWE (2015–2020)
Sabatino Piscitelli si è unito alla WWE nell'ottobre del 2014, venendo mandato nel Performance Center. Piscitelli ha fatto il suo debutto il 4 aprile 2015 durante un live event di NXT, territorio di sviluppo della WWE, dove ha combattuto in una Battle Royal venendo però eliminato. Dopo essersi ripreso da un infortunio, Piscitelli è tornato ad NXT, dove gli è stato assegnato il ringname Anthony Sabbatelli, accorciato poi in Tino Sabbatelli.
Sabbatelli ha fatto il suo debutto nella puntata di NXT del 12 ottobre 2017 dove lui e Riddick Moss sono stati sconfitti dai TM-61 durante il primo turno del torneo Dusty Rhodes Tag Team Classic. Nella puntata di NXT del 4 gennaio 2017 Sabbatelli e Moss sono stati sconfitti dai Revival. Nella puntata di NXT del 10 maggio Sabbatelli e Moss sono stati sconfitti dai #DIY. Nella puntata di NXT del 20 settembre Sabbatelli è stato sconfitto da Johnny Gargano. Nella puntata di NXT del 25 ottobre Sabbatelli e Moss hanno sconfitto Danny Burch e Oney Lorcan. Nella puntata di NXT del 15 novembre Sabbatelli e Moss sono stati sconfitti dagli Street Profits. Nella puntata di NXT del 29 novembre Sabbatelli e Moss sono stati sconfitti nuovamente dagli Street Profits. Nella puntata di NXT del 17 gennaio Moss e Sabbatelli hanno sconfitto gli Heavy Machinery. Nella puntata di NXT del 7 febbraio Moss e Sabbatelli sono stati sconfitti dagli Heavy Machinery. Nella puntata di NXT del 14 marzo Moss e Sabbatelli sono stati sconfitti dai SAnitY (Alexander Wolfe e Eric Young) nei quarti di finale del Dusty Rhodes Tag Team Classic. Nella puntata di NXT dell'11 aprile il match Mosse e Sabbatelli e gli Heavy Machinery è terminato in no-contest a causa dell'intervento dei War Raiders. Nella puntata di NXT del 25 aprile Sabbatelli e Moss sono stati sconfitti dagli Heavy Machinery.
Il 17 aprile 2020 è stato licenziato dalla WWE.

## Vita privata
Dal 2018 è fidanzato con la collega Mandy Rose, che ha sposato il 18 settembre del 2022.

## Personaggio

### Mosse finali
- Cutter

### Soprannomi
- "Sabby"

### Musiche d'ingresso
- G.O.A.T. dei CFO$

## Titoli e riconoscimenti
- Pro Wrestling Illustrated
  - 351º tra i 500 migliori wrestler singoli nella PWI 500 (2017)